# Kiirassaare
Koordinaten: 58° 21′ N, 22° 0′ O
Kiirassaare ist ein Dorf (estnisch küla) auf der größten estnischen Insel Saaremaa. Es gehört zur Landgemeinde Saaremaa (bis 2017: Landgemeinde Kihelkonna) im Kreis Saare.
Das Dorf mit seinem kleinen Hafen liegt an der gleichnamigen Ostsee-Bucht (Kiirassaare laht). Es hat heute keine Einwohner mehr (Stand 31. Dezember 2011).